# 테아닌
테아닌(Theanine)은 다른 식물에서는 거의 발견되지 않고 차와 일부 버섯 품종에만 들어있는 천연 유리아미노산으로 특히 홍차와 녹차에 많이 함유되어 있다. 테아닌은 녹차 특유의 아미노산으로, 이것의 함량은 차에 함유된 총 아미노산의 약 50%에 달하고 말린 녹차 잎 중량의 1~2%에 해당한다. 일반적인 200ml 홍차 한 컵에는 약 24 mg, 녹차 한 컵에는 약 8 mg의 테아닌이 함유되어 있다.

## 합성 과정
테아닌은 녹차의 뿌리에서 글루타민과 에틸아민으로부터 효소의 작용에 의해 생합성된다. 합성 후 줄기를 타고 이동하여 잎에 저장되며, 저장된 테아닌이 햇빛을 받으면 분해되어 최종적으로 폴리페놀인 카테킨으로 전환된다.

## 기능
테아닌은 뇌혈액 장벽(Brain Blood Barrier)을 통과해 정신적인 영향을 미친다 또한 테아닌은 스트레스를 감소시켜 주는 것으로 보이며 안정된 기분을 느끼게 해준다.
또한 테아닌은 뇌 신경세포에서 신경전달물질의 방출에 영향을 미친다. 감마 아미노뷰티르산(Gamma-aminobutyric acid, GABA)의 수치를 올리는 것으로 추측된다. 또한 세로토닌, 도파민, GABA의 수치를 상승시키고, AMPA 수용체, 카이닌산 수용체와 NMDA 수용체의 마이크로몰의 유사성이 있다. 연구자들은 또한 테아닌이 글루타민 산의 과도자극을 억제하는 것으로 추측하고 있다. 또한 테아닌은 뇌에서의 알파파를 증진시키는 것으로 알려졌다.

## 부작용과 기준섭취량
쥐에 대한 실험이 지속되면서, 너무 높은양의 테아닌은 유해하지 않은 약간의 정신적이나 신체적인 현상들을 보이게 된다.
테아닌의 LD50은 5000mg/kg 이상이고, 동물이나 박테리아에서 발암성이나 돌연변이의 가능성이 없었다. 신경안정을 위해서 하루에 2-3번 200mg의 테아닌을 복용할 수 있다.

## 같이 보기
- 카페인
- 녹차
- 누트로픽